# Ce que le bouddhisme peut apporter aux managers
Ce que le bouddhisme peut apporter aux managers est un livre du dalaï-lama coécrit avec le Néerlandais Laurens Van den Muyzenberg, chef d’entreprise et consultant international. Le livre, fruit d’un dialogue débuté en 1990, a été publié en 2008 en anglais, et traduit en 22 langues.

## Résumé
L’ouvrage envisage l’adaptation de concepts bouddhistes à l’entreprise et au manager, indépendamment des croyances religieuses. Partant de l’idée que la recherche du bonheur est commune à tous les individus, les deux auteurs évoquent les mécanismes de la prise de décision, la confiance, la richesse ainsi que les liens entre l’entreprise, l’économie mondiale et les questions sociétales dont la pauvreté, l’environnement et la culture.
Un des premiers conseils est de se diriger soi-même avant de diriger les autres. Pour améliorer la maîtrise de soi, il est suggéré d’avoir un esprit « calme, concentré et maître de soi ». Même pour les managers les plus débordés, il est possible, dans ce but, de pratiquer quelques minutes de méditation en attendant l'avion ou en marchant. Ainsi, plutôt que de s'énerver en cas de retard, on peut y voir une occasion pour améliorer le contrôle de soi.
Il est aussi conseillé d'améliorer son relationnel avec le personnel, d’être à la fois enthousiaste et modeste, et d’être reconnaissant à son équipe, afin de devenir un véritable modèle, plutôt qu'un dirigeant qui en impose, mais court à la faillite.
Se basant sur des exemples, le dalaï-lama affirme : « Une entreprise dont les salariés, les clients et les actionnaires ne sont pas heureux n'a pas d'avenir ». Il ajoute que pour régler les problèmes, « les bonnes nouvelles peuvent se propager lentement, les mauvaises nouvelles doivent se propager rapidement ». Il précise aussi qu’il vaut mieux envisager le profit comme une condition de la survie de l’entreprise, et non comme un but en soi.
Si le dalaï-lama a une préférence naturelle pour le socialisme, il fonde aussi ses espoirs dans une économie de marché responsable. S’il est favorable à la mondialisation, il promeut un capitalisme éthique et responsable, prenant en compte l'environnement, sans omettre l’humanisme et la compassion. Pour le dalaï-lama, la compétence d’un dirigeant ne suffit pas, et doit aller de pair avec une motivation et un état d'esprit juste.

## Référence
1. ↑  Ce que le bouddhisme peut apporter aux managers
2. 1 2 3 4  Quand le dalaï lama dispense ses conseils avisés aux patrons, AFP